# Ferdinando Prat (partigiano)
Ferdinando Prat (Torino, 16 gennaio 1916 – Torino, 28 giugno 1986) è stato un partigiano, politico e educatore italiano.

## Attività di antifascista e partigiano
Ferdinando Prat era legato agli ambienti torinesi del Partito d'Azione fin dal 1936. Ufficiale di complemento durante la guerra, dopo l'8 settembre entrò nella Resistenza in una formazione autonoma, con compiti tecnico-militari (organizzazione di lanci di armi, sabotaggio e protezione di impianti) e di collegamento con i Comandi alleati. Arrestato dai fascisti a Torino nel novembre 1944 e consegnato ai tedeschi, venne portato alle Carceri Nuove di Torino e poi a San Vittore a Milano. A fine febbraio 1945 fu deportato e, partendo poi da Bolzano il 22 marzo 1945 (trasporto Tibaldi n. 123), arrivò a Dachau il 24 marzo seguente, dove gli fu assegnato il numero di matricola 146504 e fu classificato come Schutzhäftlinge (prigioniero per motivi di sicurezza). Liberato il 29 aprile 1945, rientrò in Italia nel luglio seguente.

## Attività nel Dopoguerra
Prat, che aveva una doppia laurea in diritto e filosofia, fu uno dei promotori del Centro Formazione Meccanici presso la Olivetti di Ivrea sotto la direzione di Adriano Olivetti. Fu attivo a livello locale per il Partito Socialista Italiano e alla fine degli anni '60 candidato indipendente in liste del Partito Comunista Italiano. Rimase consigliere provinciale fino al '70 quando si ritirò definitivamente dalla vita politica attiva. Dopo la morte, avvenuta nel 1986, la città di Ivrea ha dedicato a Prat una via e una scuola.